# 5065 Johnstone
5065 Johnstone este un asteroid din centura principală de asteroizi.

## Descriere
5065 Johnstone este un asteroid din centura principală de asteroizi. A fost descoperit pe 24 martie 1990 la Observatorul Palomar de Eleanor Francis Helin. Asteroidul prezintă o orbită caracterizată de o semiaxă mare de 2,52 ua, o excentricitate de 0,05 și o înclinație de 6,5° în raport cu ecliptica.